# Tut Aghadż
Tut Aghadż – wieś w Iranie, w ostanie Azerbejdżan Zachodni, w szahrestanie Mahabad. W 2006 roku liczyła 237 mieszkańców.